# Calyptomyrmex tamil
Calyptomyrmex tamil är en myrart som beskrevs av Baroni Urbani 1975. Calyptomyrmex tamil ingår i släktet Calyptomyrmex och familjen myror. Inga underarter finns listade.